# Migishi Setsuko

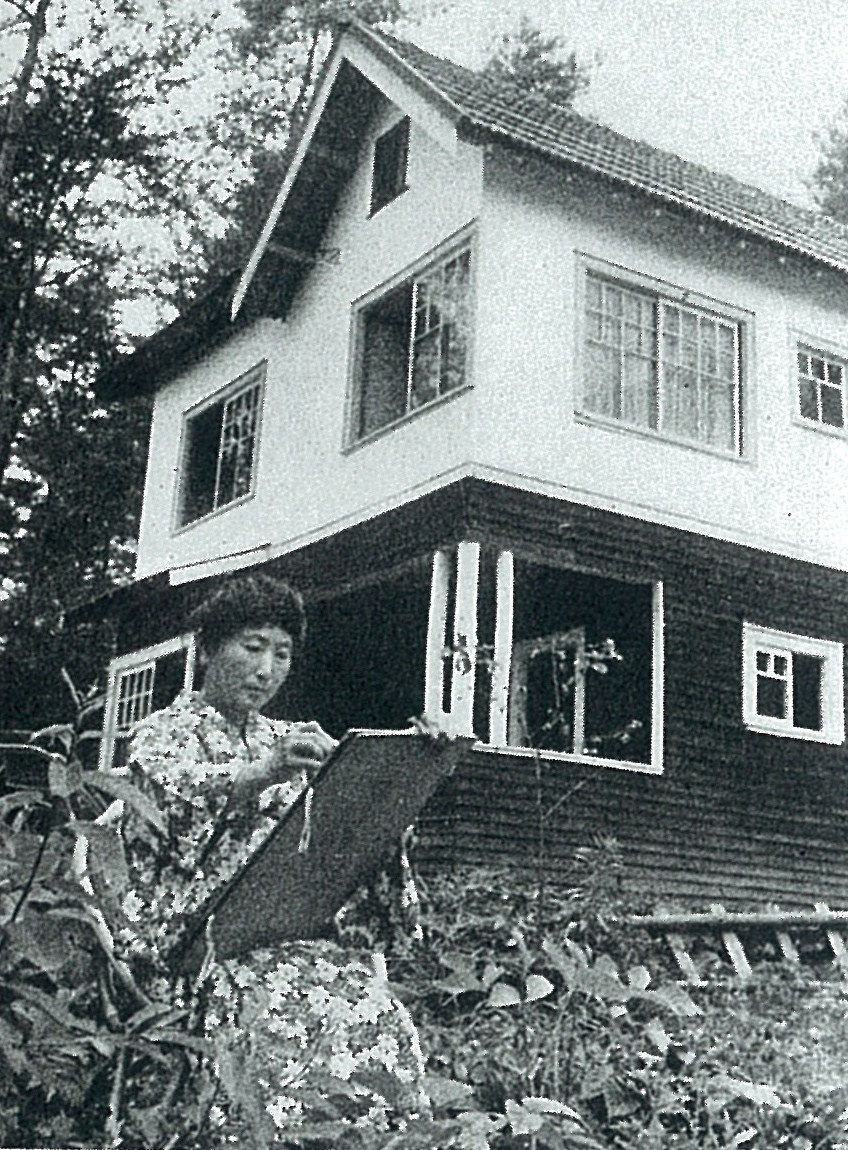
Setsuko vor ihrem Haus, um 1960

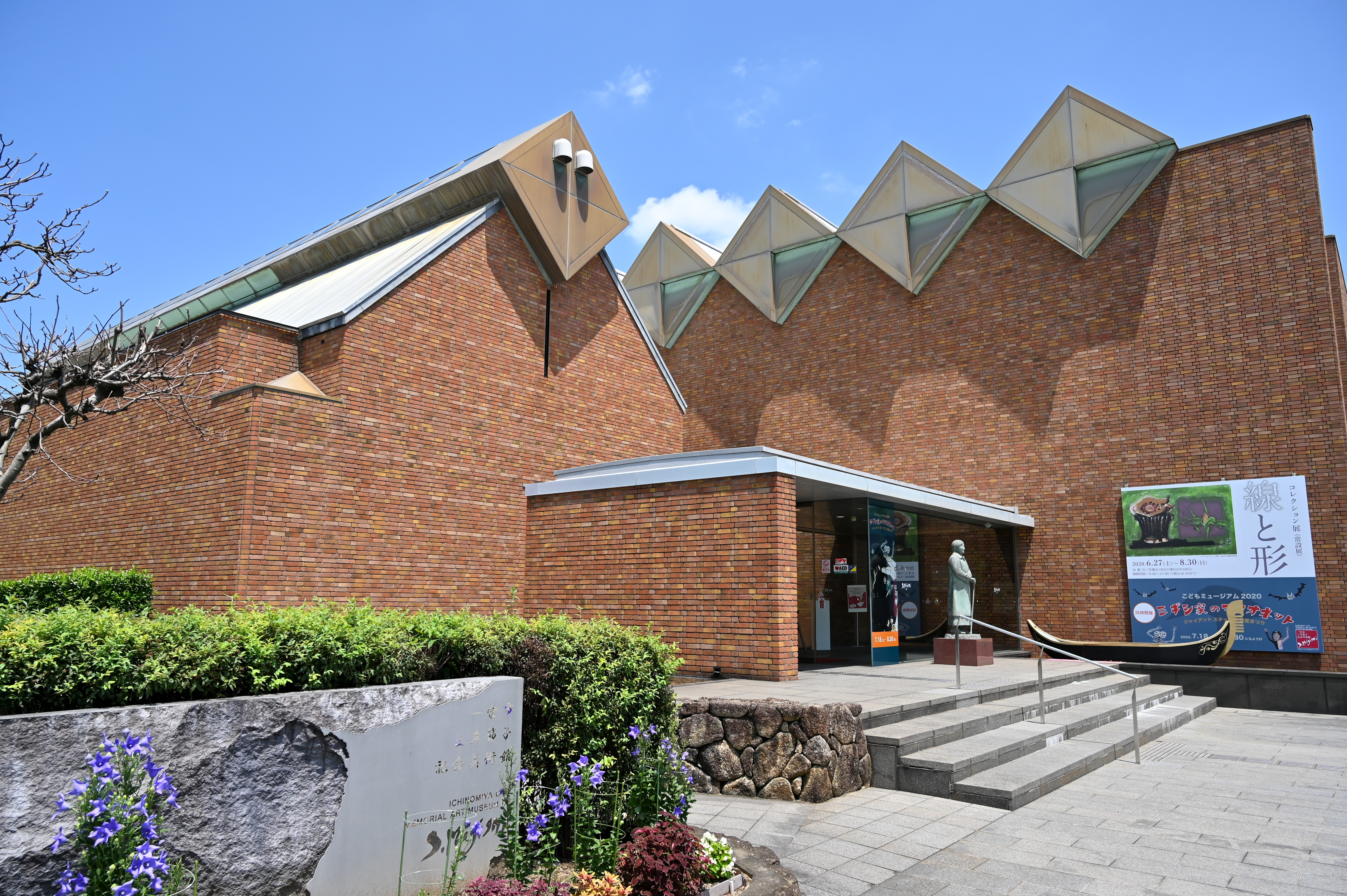
Das Migishi-Museum

Migishi Setsuko (japanisch 三岸 節子; geb. 3. Januar 1905; gest. 18. April 1999) war eine japanische Malerin im Yōga- also im westlichen Stil.

## Leben und Wirken
Sie wurde als Yoshida Setsuko in einem Dorf in der Nähe des Flusses Kiso-gawa geboren, das heute Teil der Stadt Ichinomiya (Präfektur Aichi) ist. Sie graduierte von der Höheren Aichi-Shukutoku-Mädchenschule, der Vorläufereinrichtung der heutigen Aichi-Shukutoku-Universität (愛知淑徳大学). 1921 zog sie nach Tōkyō um, wo sie Schülerin von Okada Saburōsuke wurde. Im Jahr darauf trat sie in die Frauen-Kunstschule (女子美術学校, Joshi bijutsu gakkō), der Vorläuferin der heutigen Joshi bijutsu daigaku, ein, an der sie 1924 ihren Abschluss machte. Im selben Jahr heiratete sie den Maler Migishi Kōtarō (1903–1934).
1925 wurden ihr „Selbstportrait“ (自画像, Jigazō) und andere Bilder auf der dritte Jahresausstellung der Künstlergemeinschaft Shunyō-kai (春陽会) ausgestellt. Danach stellte sie aus bei der „Unabhängigen Künstlervereinigung“ (独立美術協会, Dokuritsu bijutsu kyōkai). 1934 starb ihr Mann. Es war das Jahr, in dem sie die Künstlergemeinschaft Jōso-kai gründete. 1935 stellte sie ihr Gemälde „Interieur“ und andere Bilder auf der fünfte jährlichen Ausstellung der „Unabhängigen Künstlergemeinschaft“ und wurde mit dem Preis der Künstlergemeinschaft ausgezeichnet.  Im folgenden Jahr wurde sie externes Mitglied der Künstlergemeinschaft und gründete daneben mit Hasegawa Shigure (長谷川時雨; 1879–1941) und weiteren fünf Frauen die „Sieben-Farben-Gesellschaft“ (七彩会, Nanasai-kai).
1934 wurde Setsuko auf Einladung „Neuen schöpferischen Gesellschaft“ (新制作協会) Mitglied und stellte dort dann auch aus. Im Herbst 1945 konnte Setsuko in der ersten Einzelausstellung nach dem Kriege ihre Bilder in der Nichidō-Galerie zeigen. Im folgenden Jahr gründete sie mit anderen Malerinnen die „Vereinigung der Künstlerinnen“ (女流画家協会, Joryū gaka kyōkai), deren Mittelpunkt sie war. 1951 schied sie allerdings dort aus.
1951 gewann sie den Förderpreis des Kultusministeriums (芸術選奨文部大臣賞, Geijtsu senshō mombudaijin shō) für ihr Gemälde „Gardenien“ (梔子, kuchinashi).  Ihr Bild „Goldfische“ (金魚, Kingyo), das sie auf der 15. Ausstellung der „Neuen schöpferischen Gesellschaft“ im selben Jahr zeigte, wurde vom Kultusministerium angekauft. 1941 wurde ihr Bild „Blumen“ (花, Hana) auf der ersten Biennale von São Paulo gezeigt. Von 1968 bis 1989 lebte sie mit der Familie ihres Sohnes, ebenfalls Maler, in Cagnes-sur-Mer (Südfrankreich). Danach lebte sie mit ihrem Sohn in Véron, einem Dorf in der Yonne, Burgund.
Setsukos Stil wandelte sich im Laufe der Zeit stark, aber gemeinsam ist ihnen ein starker Ausdruck in ihren Landschafts- und Blumenbildern. 1994 wurde sie als erste Malerin vom Kultusminister als „Person mit besonderen kulturellen Verdiensten“ ausgezeichnet. Nach ihrem Tode wurde das Grundstück ihres Elternhauses von privater Seite erworben. Dort wurde ein großes Museum für die Sammlung errichtet, das „Migishi Setsuko Kinen Bijutsukan“ (岸節子記念美術館).